# Avit
Eparhij Avit (latinsko Marcus Maecilius Flavius Eparchius Avitus), cesar Zahodnega rimskega cesarstva od 455 do 456, ok. 400, Auvergne, † 457
Bil je rimski senator in prijatelj vizigotskega kralja Teodorika I.

## Biografija
Bil je potomec ugledne in bogate galsko-rimske aristokratske družine. Študiral je pravo, vendar se je kmalu posvetil vojaški karieri ter leta 437 postal glavni vojaški poveljnik (magister militum) in pretorski prefekt Galije.
Med vojno proti Vizigotom  je izkoristil dobre odnose z Galci in izpogajal mir med sprtima stranema ter postal prijatelj vizigotskega kralja Teodorika I., kar mu je omogočilo vzpon na oblast.
Leta 451 je Avit prepričal Teodorika I., da združi moči z Aetijem proti hunskemu kralju Atili, kar je privedlo do osupljive zmage Rimljanov nad Huni v Bitki na Katalunskih poljih, s čimer je zadal zadnji udarec hunskemu napredovanju v Zahodno rimsko cesarstvo. Čeprav je bil Teodorik I. v tej bitki ubit, je Avit ostal zaveznik Vizigotov, saj je bil prijatelj s Teodorikovim sinom, Teodorikom II.
Leta 455 ga je zahodnorimski cesar Petronij Maksimum ponovno razglasil za glavnega vojaškega poveljnika (magister militum) in ga poslal v Galijo, da bi tamkajšnje voditelje prepričal, naj se postavijo na stran novega cesarja. Vendar pa je bil novi cesar kmalu ubit, med vandalskim plenjenjem Rima, po katerem je kralj Teodorik II. prepričal Avita, da je prevzel cesarsko krono. Čeprav so ga za cesarja priznavali vojska in del senatorjev, je bil Rimski senat proti njemu zaradi njegovega galo-rimskega porekla, pa tudi zato, ker je svoj cesarski položaj dolgoval bolj vizigotskemu kralju kot Rimljanom, zato so ga imeli za tujca in uzurpatorja cesarskega prestola.
Ker so Vandali še naprej ogrožali cesarstvo, tako na kopnem kot na morju, je Avitus imenoval Sveva Ricimerja za novega vojaškega vrhovnega poveljnika. Leta 456 je Ricimer premagal Vandale pri Agrigentum in v pomorski bitki pred Korziko. Medtem je Avitov zaveznik kralj Teodorik II. napadel Sveve v Španiji, kar je povzročilo spopad med Avitusom in Ricimerjem. Zaradi vse večje nepriljubljenosti v Rimu in spora z Ricimerjem se je Avitus odločil pobegniti k svojim četam v Galijo, vendar ga je Ricimer srečal blizu Platentia, ga premagal in ujel. Avitus je 18. Oktobra 456. je bil prisiljen odpovedati se prestolu in oktobra 456 so mu ponudili položaj in čast škofa Piacenze. Vendar je kmalu izvedel, da ga želijo senatorji usmrtiti in je pobegnil v rodno Galijo, vendar je na poti umrl.